# K. Schippers

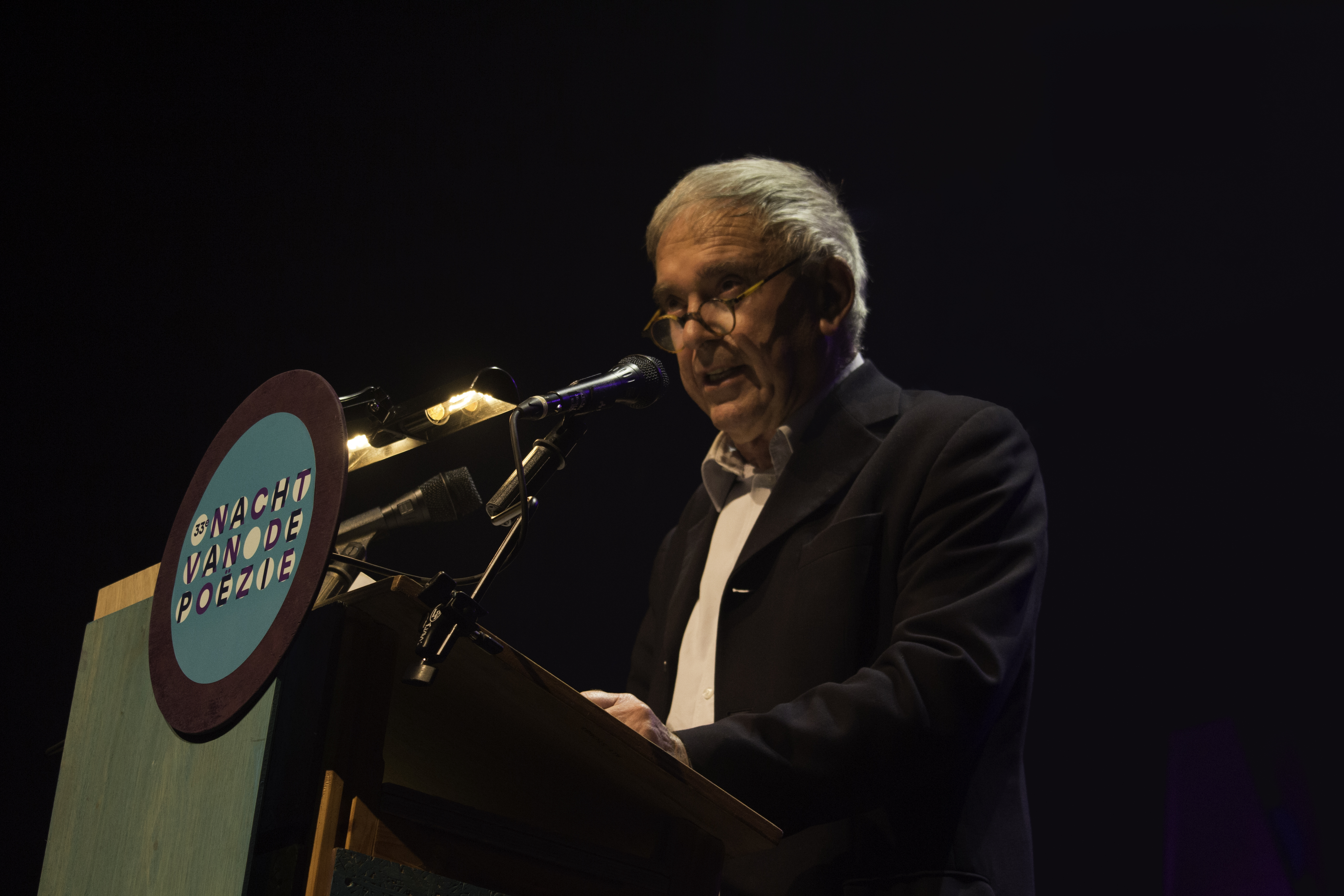
K. Schippers 2015

K. Schippers, Pseudonym von Gerard Stigter (* 6. November 1936 in Amsterdam; † 12. August 2021 ebenda), war ein niederländischer Schriftsteller, Dichter, Essayist und Kunstkritiker.

## Leben
K. Schippers besuchte die weiterführende Schule (Hogereburgerschool, HBS) in Amsterdam und lernte dort die Werke von Nescio, Willem Elsschot, Albert Alberts und Simon Carmiggelt kennen. Im Jahr 1956 besuchte er eine Ausstellung über Kurt Schwitters im Stedelijk Museum Amsterdam und war seitdem fasziniert von der Kunstrichtung des Dadaismus. Gemeinsam mit Gerard Bron (Pseudonym: G. Brands), Henk Marsman (J. Bernlef) und Frits Jacobsen gründete er 1958 die „dadaistische“ Zeitschrift Barbarber (BBB), die bis 1971 bestehen sollte. Die Pseudonyme legten sich die drei Mitgründer zu, nachdem Jacobsen kurz nach Gründung der Zeitschrift wieder aus dem Projekt ausgestiegen war.
In den 1960er Jahren verdiente M. Schippers sein Geld als Werbetexter. In den 1970er Jahren machte er zusammen mit Kees Hin eine Reihe von Filmen und arbeitete in dieser Zeit auch für das Fernsehen. 1975 wurde er Redakteur der Zeitschrift Hollands Diep.
1963 veröffentlichte K. Schippers seinen ersten Gedichtband (in dem er das readymade als Poesieform in die niederländische Literatur einführte) und 1971 seinen ersten Roman. Er war ein produktiver Essayist, Verfasser von Dokumentationen, Interviewer und Kunstkritiker; seine beiden Bände mit Prosa-Miniaturen für Kinder wurden jeweils mit dem Zilveren Griffel ausgezeichnet.
K. Schippers war mit Erica Hoornik, einer Tochter des Dichters Ed. Hoornik, verheiratet, mit der er zwei Töchter hatte. K. Schippers starb im Alter von 84 Jahren an den Folgen einer Krebserkrankung.

## Auszeichnungen

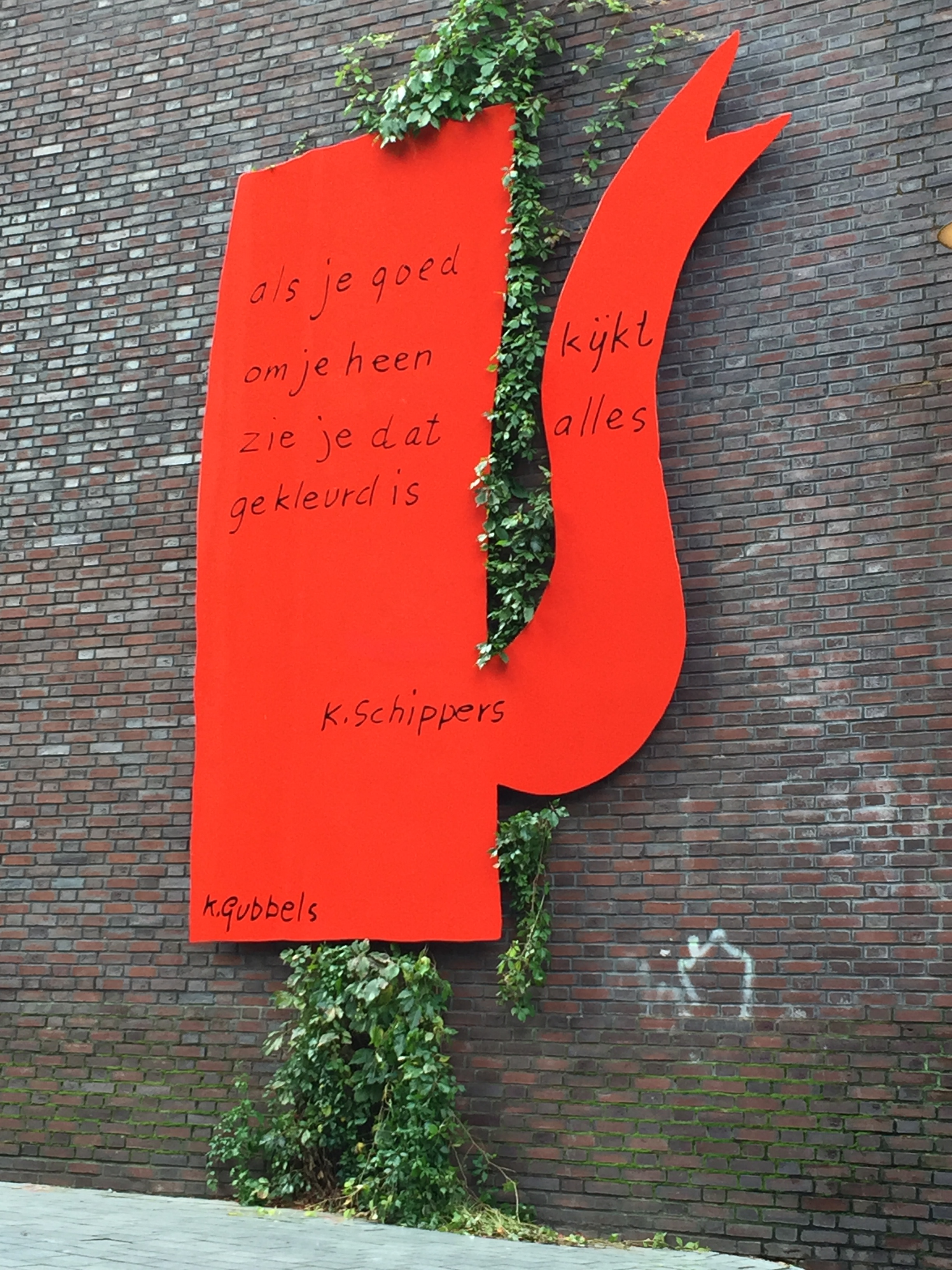
De ontdekking (Die Entdeckung) auf einer Kaffeekanne von Klaas Gubbels im urbanen Ambiente in Nijmegen (2019):
„wenn du gut
um dich her schaust
siehst du dass alles
farbig ist

- 1966: Poesiepreis der Stadt Amsterdam (Poëzieprijs van de gemeente Amsterdam) für Een klok en profil
- 1980: Cestoda-Preis
- 1983: Multatuli-Preis für Beweegredenen
- 1990: J. Greshoff-Preis für Museo sentimental
- 1995: Zilveren Griffel für ’s Nachts op dak
- 1996: P.C. Hooft-prijs für sein Gesamtwerk
- 1997: Pierre Bayle-Preis für seine Kunstkritiken
- 1999: Zilveren Griffel für Sok of sprei
- 2006: Libris-Literaturpreis für Waar was je nou[4]

### Nominierung
- 2005: Gouden Doerian für Waar was je nou

## Publikationen

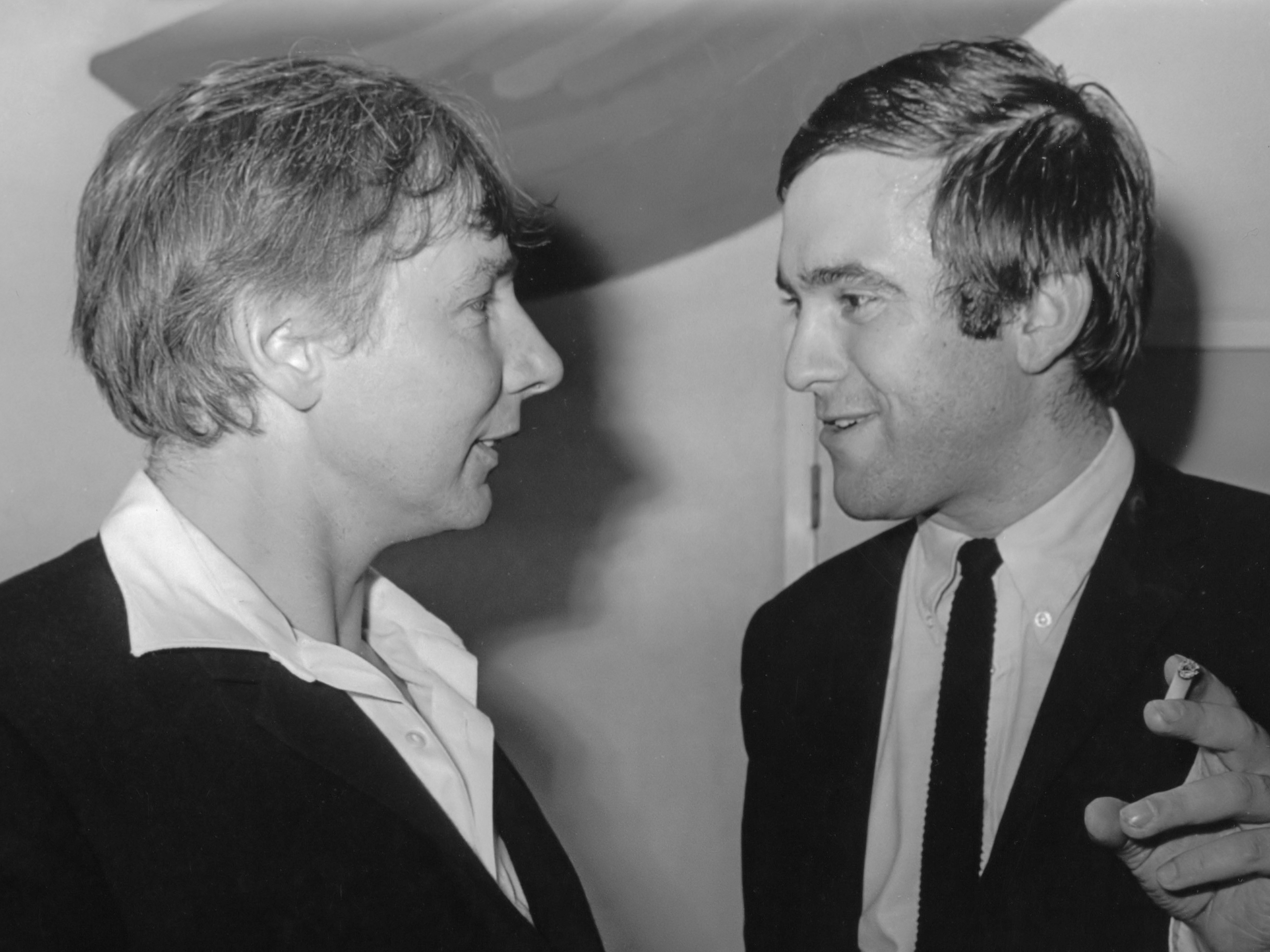
Hillenius und K. Schippers (1967)

### Gedichtbände
- De waarheid als De Koe. Querido, Amsterdam 1963
- Een klok en profil. Querido, Amsterdam 1965
- mit C. Buddingh: 128 vel schrijfpapier. 1967
- Verplaatste tafels. Barbarberboek. reportages, research, vaudeville. Querido, Amsterdam 1969
  - französische Ausgabe: Tables Déplacées. Aus dem Niederländischen von Kim Andringa und Jean-Michel Espitallier. Le Bleu du Ciel, 2012, ISBN 978-2-915232-80-6.
- Sonatines door het open raam. Gedichten bij partituren van Clementi, Kuhlau en Lichner. Querido, Amsterdam 1972, ISBN 90-214-1107-5.
- Een vis zwemt uit zijn taalgebied. Tekst en beeld voor witte clown. Querido, Amsterdam 1976, ISBN 90-214-5119-0.
- Tellen en wegen. Querido, Amsterdam 2011, ISBN 978-90-214-3957-0.
- Buiten beeld. Gedichten. Stichting CPNB, Amsterdam / Poetry International, Rotterdam, 2014, ISBN 978-90-5965-226-2 (14 S., hrsg. anlässlich der Poëzieweek 2014)
- Fijn dat u luistert. Querido, Amsterdam 2014, ISBN 978-90-214-5607-2.
- Garderobe, kleine zaal. Gedichten. Querido, Amsterdam 2017, ISBN 978-90-214-0738-8.

Auswahlbände
- Bij Loosdrecht. Een keuze uit de gedichten. Rainbow, Amsterdam 2016, ISBN 978-90-417-4101-1 (Reihe „Rainbow Essential“ Nr. 90; anlässlich der „Poëzieweek“ 2016 ausgewählt vom Autor)
- Een leeuwerik boven een weiland. Een keuze uit de gedichten.  Querido, Amsterdam 1980, ISBN 90-214-8083-2 (enthält auch einige zuvor unveröffentlichte Gedichte)

### Romane
- Een avond in Amsterdam, tien gesprekken met Ben ten Holter. Querido, Amsterdam 1971, ISBN 90-214-4551-4.
- Bewijsmateriaal. Querido, Amsterdam 1978, ISBN 90-214-4554-9.
- Eerste indrukken. De memoires van een driejarige. (Roman aus der Perspektive einer Dreijährigen.) Querido, Amsterdam 1979, ISBN 90-214-8082-4.
  - Neuausgabe (auch E-Book): Querido, Amsterdam 2005, ISBN 90-214-0625-X.
- Beweegredenen. Querido, Amsterdam 1982, ISBN 90-214-8084-0.
- Een liefde in 1947. Querido, Amsterdam 1985, ISBN 90-214-8085-9.
- Vluchtig eigendom. Querido, Amsterdam 1993, ISBN 90-214-8089-1.
- Poeder en wind. Querido, Amsterdam 1996, ISBN 90-214-8077-8.
- Zilah. Querido, Amsterdam 2002, ISBN 90-214-8007-7.
- Waar was je nou. Querido, Amsterdam 2005, ISBN 90-214-8018-2.
- De hoedenwinkel. Querido, Amsterdam 2008, ISBN 978-90-214-3487-2.
- Op de foto. Querido, Amsterdam 2012, ISBN 978-90-214-4209-9.
- Niet verder vertellen. Querido, Amsterdam 2015, ISBN 978-90-214-0026-6.[5]
- Straks komt het. Querido, Amsterdam 2018, ISBN 978-90-214-1926-8.
- Nu je het zegt. Querido, Amsterdam 2021, ISBN 978-90-214-2842-0.

### Erzählungen und Betrachtungen • Essays
- De berg en de steenfabriek. (Essays.) Querido, Amsterdam 1986, ISBN 90-214-8086-7.
  - Neuausgabe (auch E-Book): Querido, Amsterdam 2013, ISBN 978-90-214-4552-6.
- Een maan van Saturnus. De film te midden van de kunsten. (4 kurze Essays.) Ambo/Anthos Baarn, 1989, ISBN 90-6074-637-6.
- Museo sentimental. Verhalen en beschouwingen. Querido, Amsterdam 1989, ISBN 90-214-8087-5.
- Eb. Verhalen en beschouwingen. Querido, Amsterdam 1992, ISBN 90-214-8088-3.
- De vermiste kindertekening. Verhalen en beschouwingen. Querido, Amsterdam 1995, ISBN 90-214-8080-8.
- Sprenkelingen. Verhalen en beschouwingen. Querido, Amsterdam 1998, ISBN 90-214-8075-1.
- De vliegende camera. Verhalen en beschauingen. Querido, Amsterdam 2003, ISBN 90-214-8011-5.
- Stil maar. Verhalen en beschauingen. Querido, Amsterdam 2007, ISBN 978-90-214-3362-2.
- Op een dag. (Kurzgeschichte.) 2010, ISBN 978-94-90356-64-4.
- Voor jou. (Erzählungen.) Querido, Amsterdam 2013, ISBN 978-90-214-4744-5.
- Tot in de verste hoeken. Het grote kijkboek. Querido, Amsterdam 2016, ISBN 978-90-214-0412-7.
- Andermans wegen. Verhalen & beschouwingen. Querido, Amsterdam 2020, ISBN 978-90-214-1926-8.

### Kinderbücher
- ’s Nachts op dak. Vijftig kindervoorstellingen. (50 Kurzgeschichten.) Querido, Amsterdam 1994, ISBN 90-214-8080-8.
- Sok of sprei. Vijftig kindervoorstellingen. (50 Kurzgeschichten.) Querido, Amsterdam 1998, ISBN 90-214-8076-X.
- mit Daan Remmerts de Vries: De bevrijding van het stedelijk. Querido in Zusammenarbeit mit dem Stedelijk Museum Amsterdam, Amsterdam 2015, ISBN 978-90-451-1777-5.

### Sonstige Schriften (Auswahl)
- mit J. Bernlef und G. Brands: Barbarber, tijdschrift voor teksten. een keuze uit dertig nummers. 1964
- mit J. Bernlef: Wat zij bedoelen. (Gespräche mit A. Alberts, Jan Hanlo, Remco Campert u. a.) Rezensalamander / Querido, Amsterdam 1964, ISBN 90-214-4363-5.
- mit J. Bernlef: Een cheque voor de tandarts. Querido, Amsterdam 1967.
- mit J. Bernlef und G. Brands: Barbarber. Een keuze uit tien jaar. 1958–1968. 1968
- Het kind en de Reklame. Intec B.V, Den Haag o. J. (Sinaspril essay nr. 12)
- Einleitung zu: Het papieren vliegtuigjes boek. Uitgeverij Bert Bakker, Den Haag 1973
- Holland Dada. Querido, Amsterdam 1974, ISBN 90-214-8074-3.
- Het formaat van Man Ray. Reflex, Utrecht 1979, ISBN 90-6322-038-3.
- Willem van Althuis. Fries Museum Leeuwarden 1979 (32 S.)
- mit J. Bernlef und Kees Fens: Inleiding tot de kennis van A. Alberts. G.A. van Oorschot, Amsterdam 1986 (40 S.)
- Een souvenir van Typhême. De kunst van het illustreren. 1988
- Ongewenste zwangerschap. Scheltema 1988 (Broschüre, 29 S.)
- Het witte schoolbord. 1989, ISBN 90-70066-75-0.
- Na de voorstelling / After the performance. Tekeningen / Drawings Joost Veerkamp. Penumbra, Amsterdam 1989, ISBN 90-73012-01-5.
- mit Gerard Brands: Barbarber alfabet. Querido, Amsterdam 1990, ISBN 90-214-5141-7.
- ’ [apostrof]. Kopperuitgaafje (Koppermaandags-[Aus-]Gabe, 125 Ex.). Triona Pers, Houwerzijl (Groningen) 1997
- mit Anna Tilroe und Elly Stegeman: jan roeland. Waanders, Zwolle, 1997
- mit Betty van Garrel und Redaktion: Nicole Willemse: Henri Plaat presents … Stiftung Ballie, 1997, ISBN 90-6617-197-9.
- Essay in: Merijn O. Bolink. There must be a simple way … … to make everthing quite clear. Artimo Foundation / Weten En Werken B.V., Breda 2001, ISBN 90-75380-11-9 (Ausstellungskatalog)
- Met van. Gent, Druksel, 2002 (100 numerierte u. signierte Exemplare)
- De gekleurde stad. (Mitschrift einer Vorlesung in Dordrecht.) Wagner & van Santen / Poeziecentrum vzw, 2005, ISBN 90-76569-50-9.
  - Neuausgabe: 2011, ISBN 978-90-76569-50-5.
- Het droomhuis. Artimo, Amsterdam 2005, ISBN 90-8546-037-9.
- Essay in: papier.schaar.steen. robbie cornelissen. karin van dam. roland sohier. Museum Jan Cunen, Oss 2005, ISBN 90-6763-065-9.
- De bruid van Marcel Duchamp. (Spurensuchen, Essays, Liebesgeschichten.) Querido, Amsterdam 2010, ISBN 978-90-214-3779-8.[6]
- mit Wim Kok: De komst van de jazz en echt vrij. 2010, ISBN 978-90-5965-122-7.
- Over Jan Roeland. De Vrije Uitgevers, 2017, ISBN 978-90-79875-79-5 (Slibreeks 152)

### Drehbücher
- (Co-)Autor von 14 Drehbüchern (1968 bis 2005) für den Regisseur Kees Hin[7]

### Herausgeberschaft
- I.K. Bonset. Nieuwe woordbeeldingen. De gedichten van Theo van Doesburg. Met een nawoord van K. Schippers. Querido, Amsterdam 1975

### Übersetzungen ins Deutsche
- Fortuyn/O’Brien, K. Schippers: Das Haus in den Wolken. Ein Künstler-Kinder-Buch.[8] Übersetzung: Marianne Holberg. kunstprojekte_riem, München 2001; auch: Verlag Christoph Keller, 2001; wieder: Revolver. Archiv für Aktuelle Kunst, Frankfurt am Main 2003, ISBN 3-937577-02-5.[9]